# Olympus OM-1
L'Olympus OM-1 est un appareil photographique reflex mono-objectif argentique de la série OM fabriqué par la marque japonaise Olympus de 1973 à 1987. Deux versions ont été commercialisées par la suite, le OM-1 MD (pour Motor Drive) permettant l'ajout d'un moteur d'entraînement pour la prise de vue en rafale et le OM-1n proposant plusieurs améliorations, notamment une meilleure conception du levier d'armement. À sa sortie, son format compact a été considéré comme une révolution dans la gamme des appareils reflex mono-objectif, assez volumineux par rapport aux appareils à mise au point télémétrique qui ne possèdent pas de miroir ni de pentaprisme.        

## Historique de conception et contexte
Au début des années 1970, cela fait déjà quelques années que les photographes professionnels ont adopté les appareils reflex mono-objectif à la place des boîtiers à mise au point télémétrique de type Leica. En 1959, la sortie du Nikon F renforce les avantages incontestables de ce type d'appareil, même s'il n'est pas le premier boîtier de ce type. Cependant, tous ces appareils souffrent d'un poids conséquent et d'une taille imposante. Olympus arrive tardivement sur le marché des appareils de type reflex, mais le fabricant japonais désire se démarquer en innovant fortement et fait appel au designer Yoshihisa Maitani qui a déjà produit le Pen (en) et le Pen F, deux appareils demi-format reconnus pour leur compacité. C'est cette maîtrise de la miniaturisation qui sert à Olympus pour concevoir l'OM-1 qui, en 1973, lance la mode des reflex 35 mm compacts, légers, mais aussi beaucoup moins bruyants que les boîtiers les ayant précédé. 

### Un lancement en deux temps
Olympus lance son reflex compact premièrement lors de la Photokina en juillet 1972 sous la dénomination M-1, ce qui fait bondir Leitz qui a déjà lancé un appareil dénommé M-1 en 1959 dans la série des Leica M. Olympus est obligé de changer le nom du M-1 pour OM-1 et les milliers d'exemplaires produits du M-1 ne quitteront pas le Japon. L'OM-1 fait donc sa véritable entrée sur le marché en 1973 et, malgré une réticence des spécialistes au tout début causée par la taille du boîtier, la plus petite jamais vue pour un appareil de ce type, il devient rapidement évident que, non seulement la qualité est au rendez-vous, mais aussi que le OM-1 est au centre d'un système composé d'une trentaine d'objectifs Zuiko, allant du fisheye 8 mm f/2.8, aux téléobjectifs (il existe un 1200 mm f/14), aux zoom téléobjectifs, aux objectifs à focale fixe, aux objectifs macro et même un objectif à bascule et décentrement,.

## Caractéristiques

### Tension du posemètre
Le OM-1 est un boîtier photographique entièrement mécanique, la pile servant seulement à alimenter le posemètre intégré. La tension du posemètre est de 1,35 V, mais les piles au mercure n'étant plus fabriquées pour des raisons environnementales, ceci implique d'utiliser des piles au lithium de 1,5 V tout en compensant l'exposition de deux diaphragmes, par exemple en réglant la molette de sensibilité à 100 ISO pour une pellicule de 400 ISO. L'autre option consiste à installer un système fabriqué par l'entreprise Wein Products qui propose une pile zinc-air qui fournit une tension de 1,35 V.

### Réglage de la vitesse d'obturation
Le boîtier se distingue des autres appareils reflex par le fait que la vitesse d'obturation peut être modifiée non pas en actionnant une molette sur le dessus, mais en tournant une bague placée autour de la monture. De cette façon, le photographe peut changer l'ouverture de l'objectif et la vitesse d'obturation tout en gardant l’œil dans le viseur et en observant l'aiguille d'exposition réagir en fonction des réglages sélectionnés, cette spécificité rendant donc l'exposition correcte de manière plus facile que les appareils possédant une molette sur le dessus. Cette caractéristique contribue également à la compacité du boîtier.

### Système de visée et de mise au point

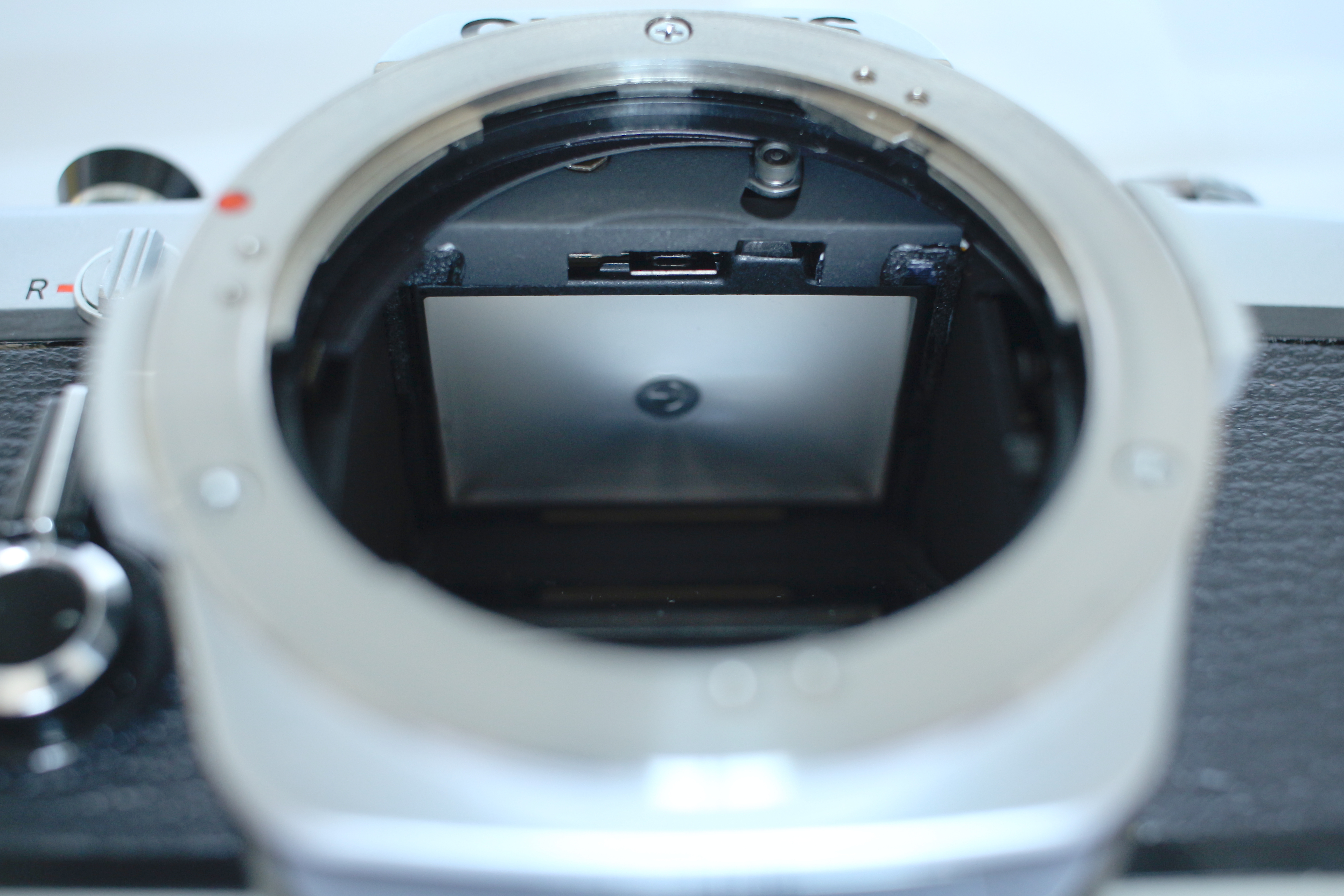
Le verre de visée d'un Olympus OM-1 peut être changé en libérant le verre par l'intermédiaire d'un système de blocage.

Malgré la compacité de l'OM-1, l'appareil possède un viseur très lumineux et large. De plus, il est possible de changer le verre de visée par une opération relativement simple, Olympus proposant 14 modèles différents. 
Le miroir peut être placé en position relevée en actionnant un bouton situé sur le côté droit de la monture, cette fonctionnalité permettant de limiter le flou causé par le mouvement du miroir, très peu d'appareils proposaient un tel système quand Olympus a commercialisé l'OM-1. Cette option est particulièrement utile dans plusieurs situation, comme en cas d'utilisation d'un téléobjectif ou lors d'une pose longue. Par contre, il n'est bien sûr pas possible de voir à travers le viseur quand le miroir est en position relevée. 

## Galerie photos

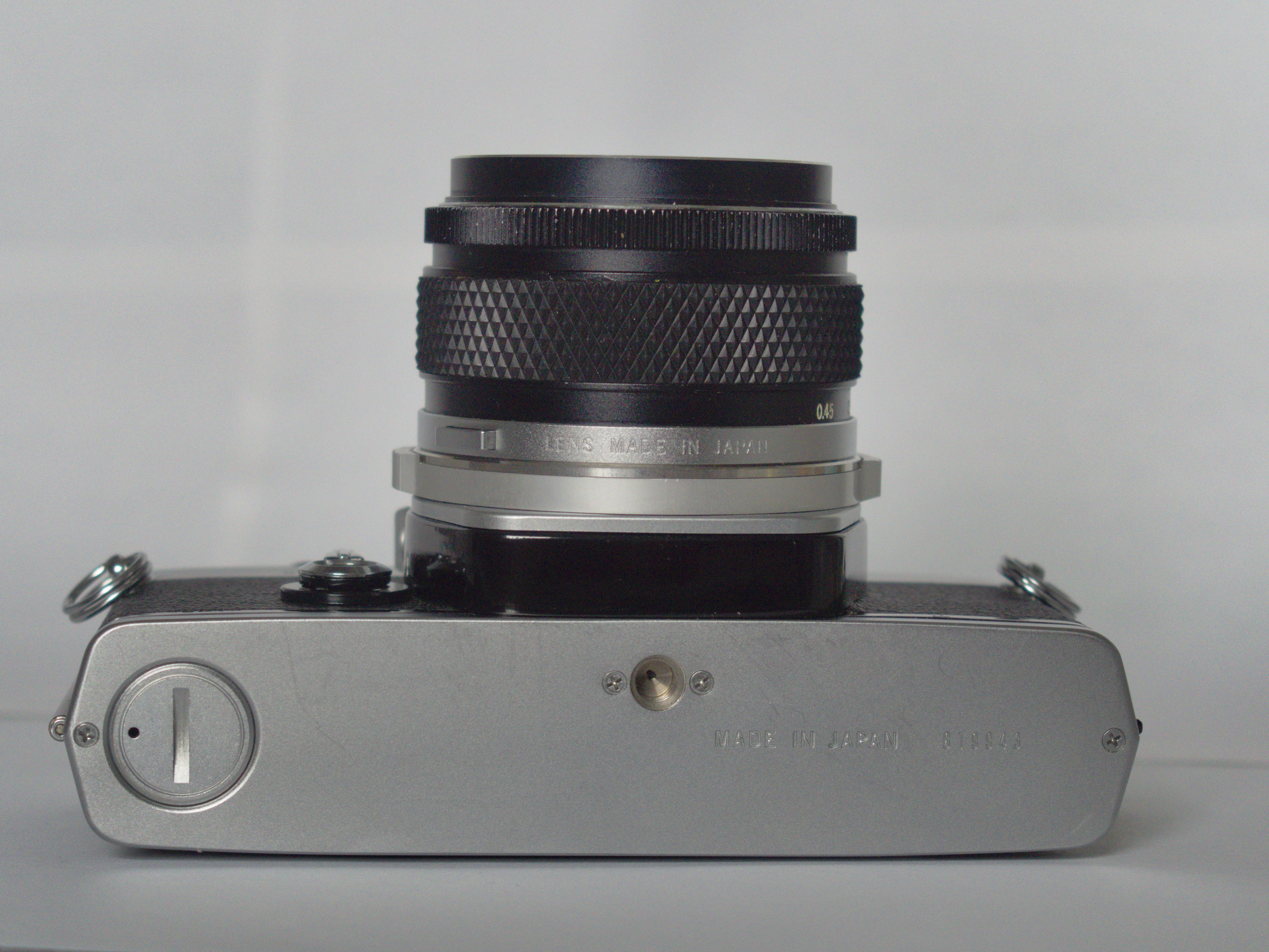
Dessous d'un Olympus OM-1
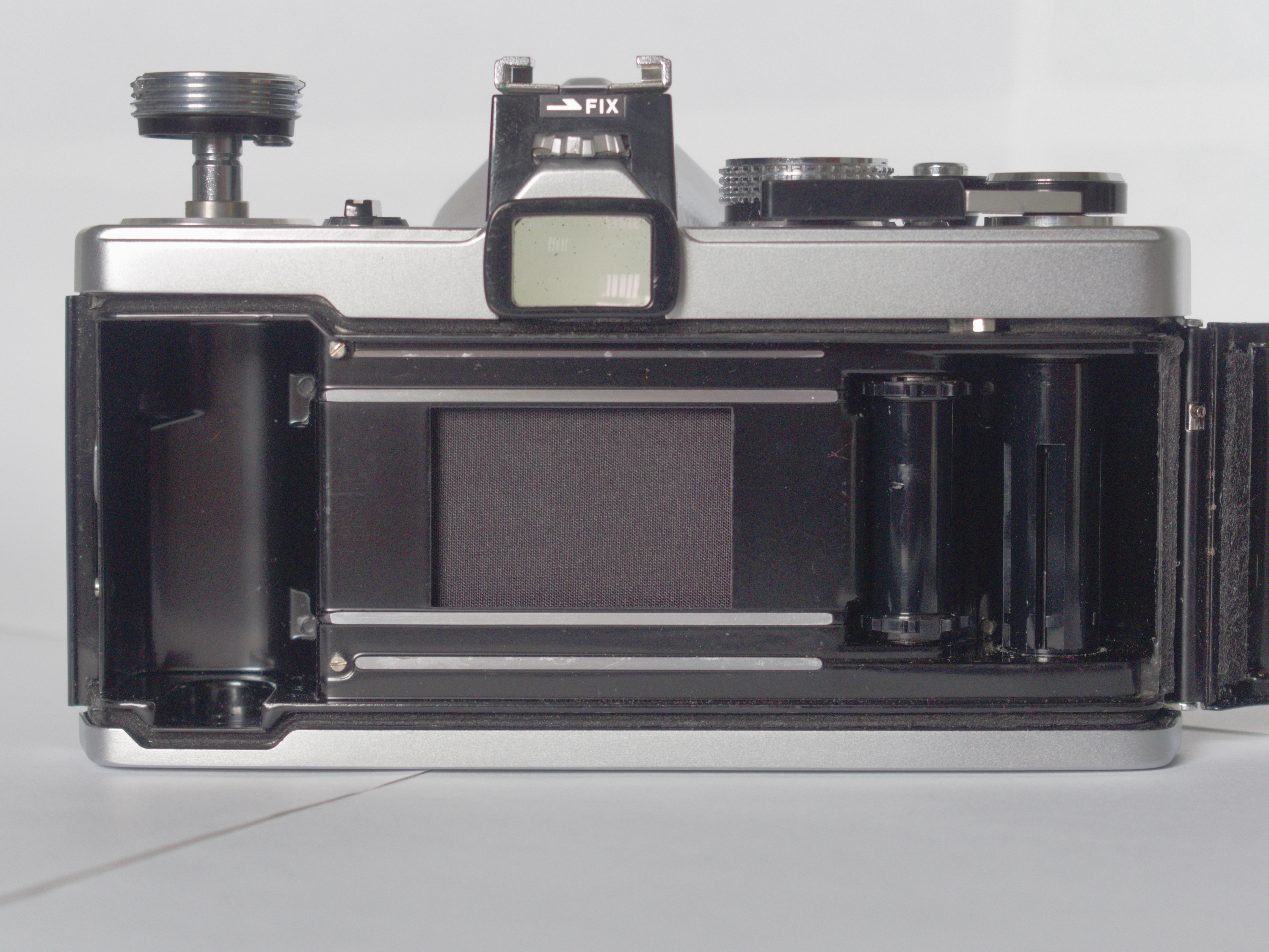
Chambre de la pellicule d'un Olympus OM-1
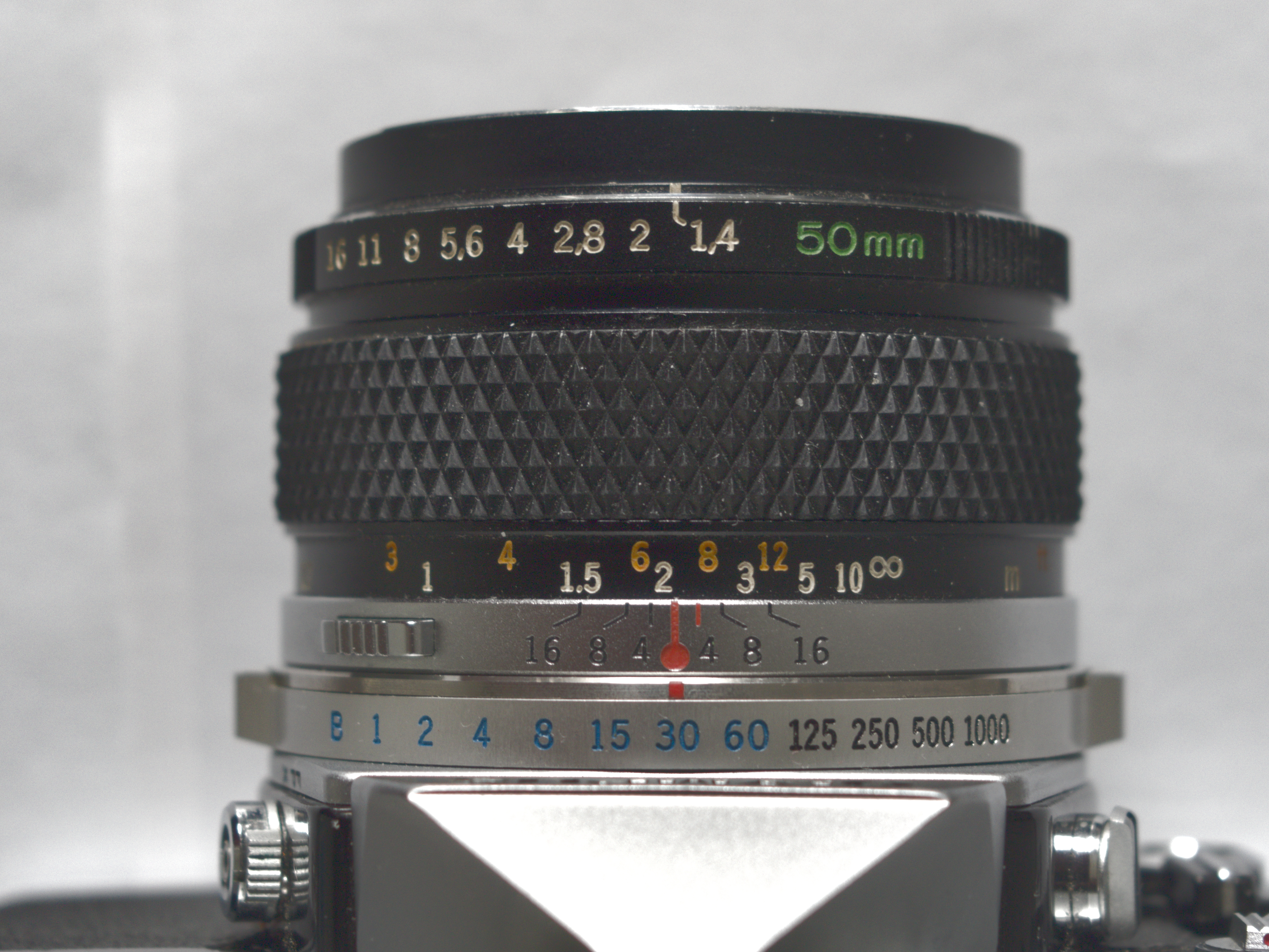
Détail de la monture d'un Olympus OM-1 et d'un objectif 50 mm, f/1.4
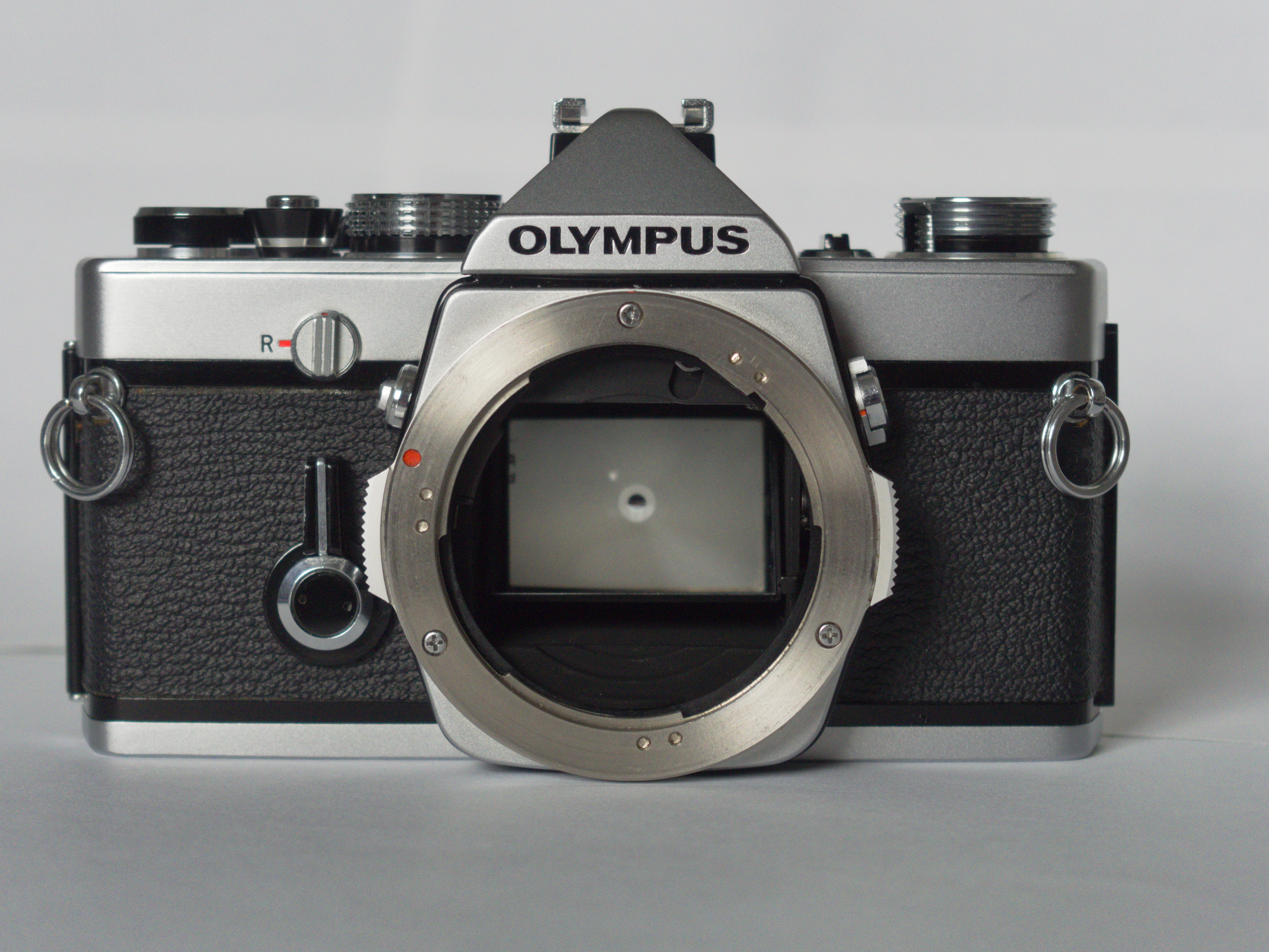
Monture de type OM d'un Olympus OM-1
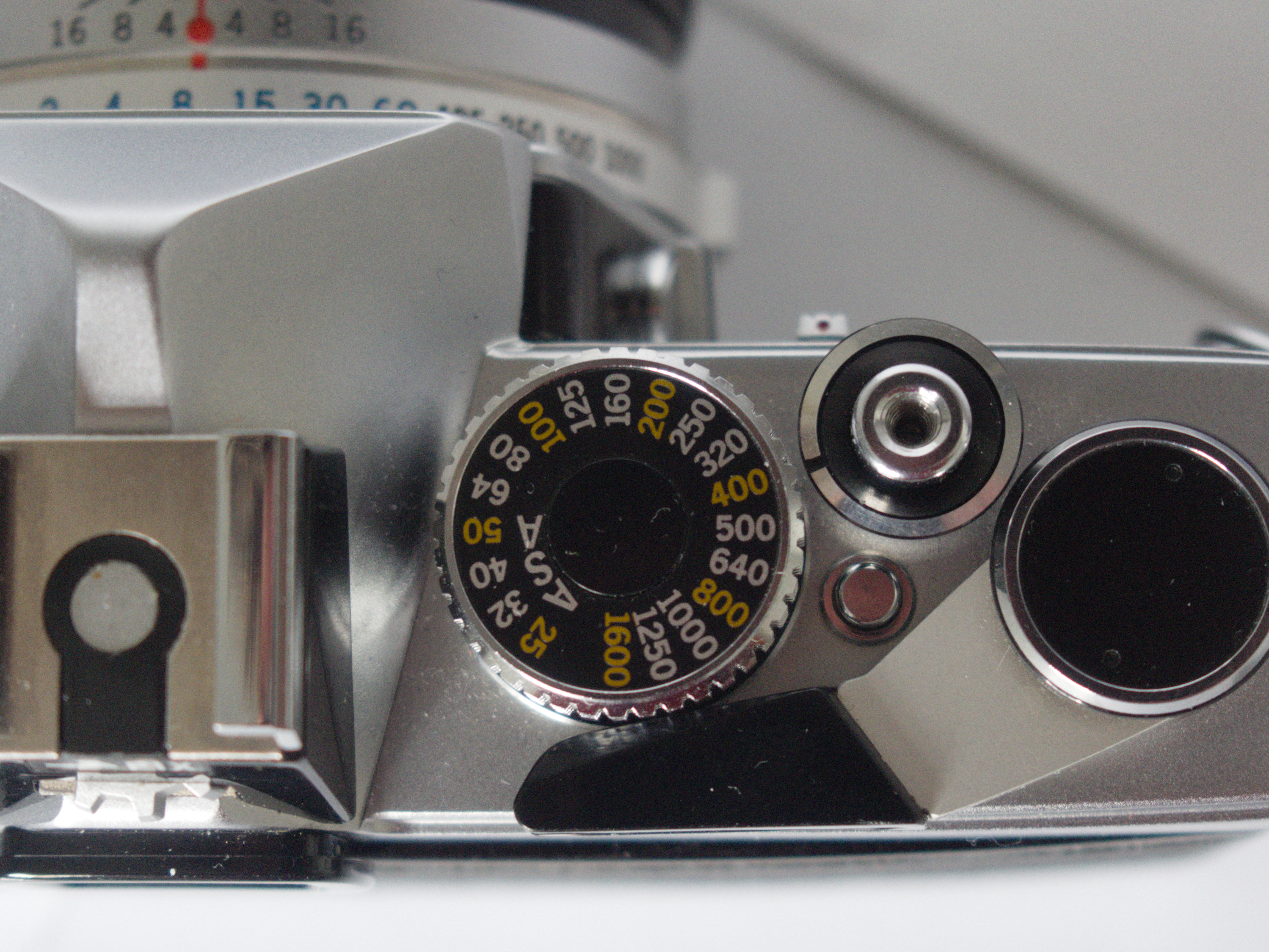
Côté droit du dessus d'un Olympus OM-1
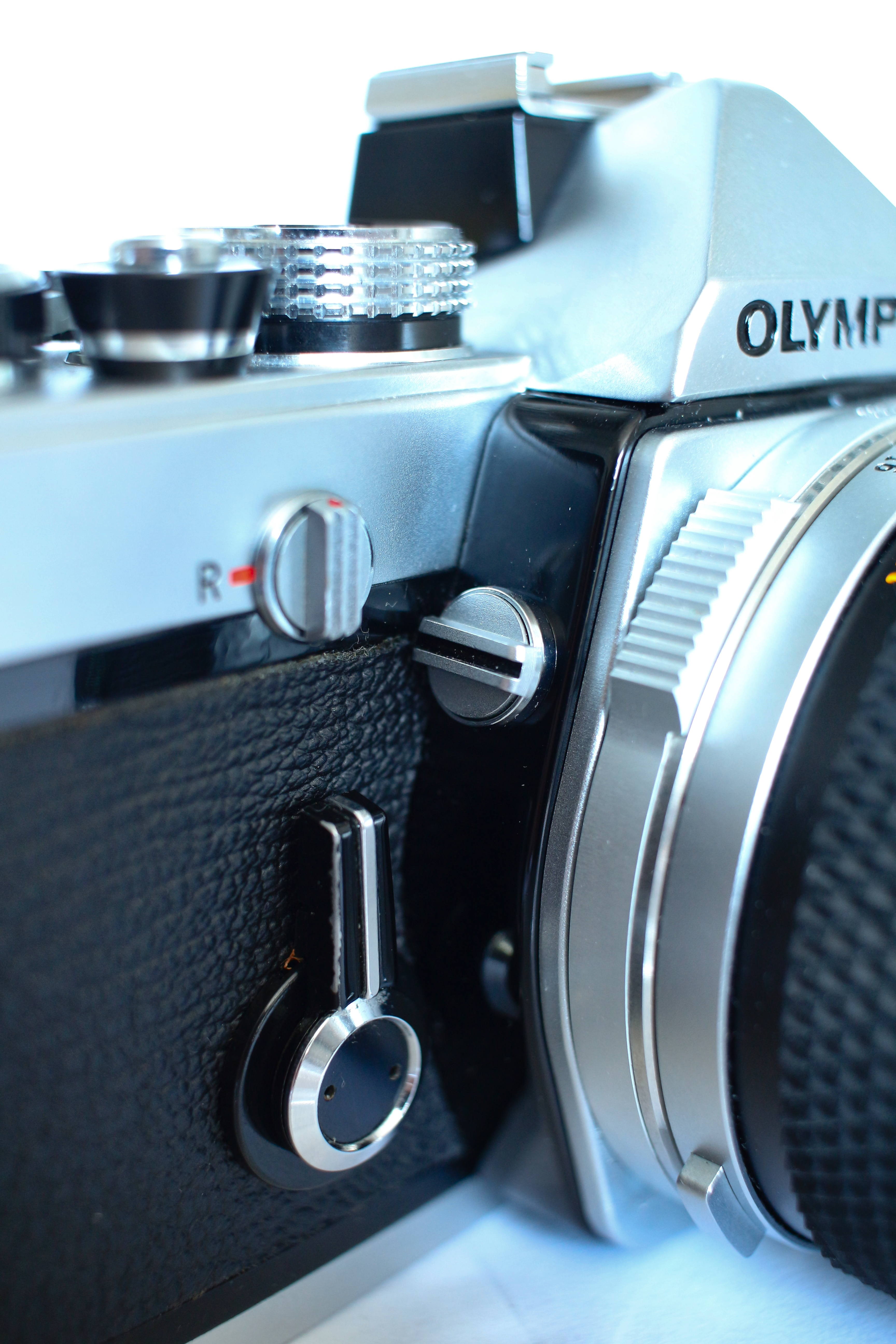
Le miroir de l'Olympus OM-1 peut être relevé par l'intermédiaire d'un levier situé proche de la monture.

## Évolutions du modèle

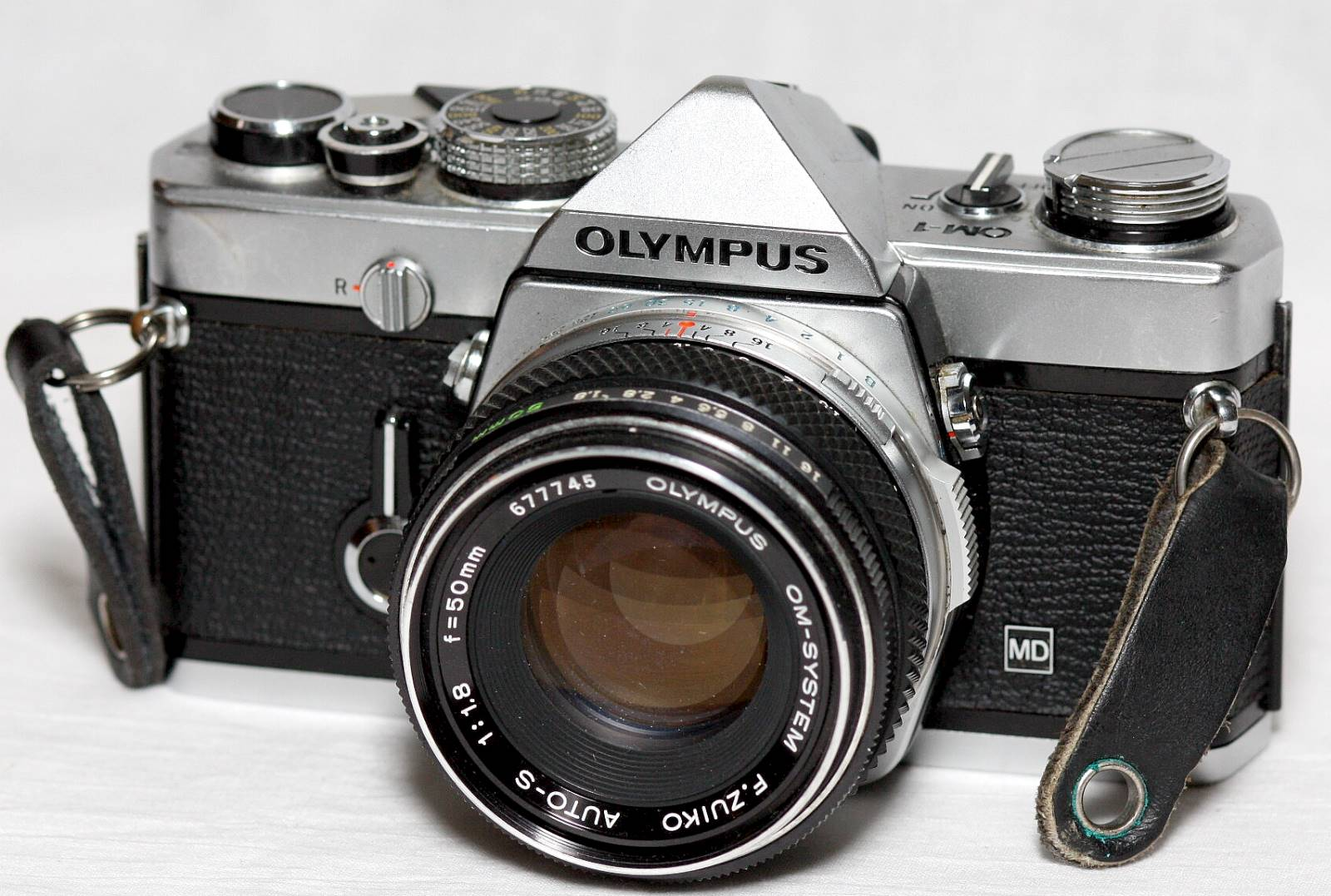
Un Olympus OM-1 MD

En 1974, Olympus apporte 19 modifications à l'OM-1 et commercialise le OM-1 MD (pour Motor Drive) offrant la possibilité d'ajouter un moteur d'entraînement permettant une cadence de prise de vues de 5 images par seconde tout en autorisant le miroir à suivre la cadence de prise de vues, les appareils des autres marques étant obligés de bloquer le miroir pendant que l'obturateur se déclenche,,.
Quelques années plus tard, Olympus propose la dernière version de l'OM-1 baptisée OM-1n avec une légère modification permettant, via une diode électroluminescente (LED) rouge dans le viseur, de savoir si le flash est prêt pour le cliché suivant et un levier d'armement amélioré.

## Défauts de conception ou causés par le vieillissement
Comme tout appareil photo ancien et malgré sa très haute qualité de fabrication, l'Olympus OM-1 souffre de plusieurs problèmes causés par le vieillissement :
- Certains appareils vont subir une désagrégation et détérioration de la mousse située entre le pentaprisme et la base du support de flash. La substance collante qui en résulte attaque le revêtement du pentaprisme ce qui peut créer des taches apparaissant dans le viseur. Ceci peut être évité en ouvrant le capot du dessus et en enlevant la mousse devenue collante à l'aide d'une pince et de méthanol[11].
- Détérioration classique des joints de lumière insérés dans des gouttières à l'arrière du boîtier. Ils permettent, quand ils sont en bon état, d'assurer l'étanchéité à la lumière qui pourrait exposer la pellicule et créer des artefacts. Comme c'est le cas pour la très grande majorité des appareils possédant ce type de joints, il est possible de les remplacer (soi-même ou par un spécialiste) pour un budget somme toute limité.
- Fragilité du support de flash en plastique qui peut casser si la molette permettant d'ancrer le flash est trop serrée. L'appareil peut très bien fonctionner sans le support de flash.